# ニコール・シュミット
ニコール・シュミット（Nicole Schmid, 1978年 - ）は、オーストリアのタイポグラファー、グラフィックデザイナー。
Helmut Schmid Design勤務。ヘルムート・シュミットの娘。

## 経歴
神戸芸術工科大学で杉浦康平の下、卒業制作として「文字と音」を作成。この作品は後のphono/graphがスタートするきっかけとなっている。Schule fur Gestaltung Baselの基礎コースを満喫し、2009年より大阪のhelmut schmid designでタイポグラフィに重点を置き、紙媒体を中心にデザインをする。2011年よりアート・デザインプロジェクトphono/graphに参加している。

## 主な仕事
- 八木良太展「サイエンス／フィクション」
- なんだこれ？！サークル『なんだこれ？！のつくりかた』（2022年6月1日、一般社団法人タチョナ、ISBN 978-4-9912164-0-4）
- 金沢21世紀美術館『そうさくのたね　子どもと大人の〈工作×アート〉アイデアブック』（2024年11月1日、グラフィック社、ISBN 978-4-592-76357-4）

## 関連人物
- 杉浦康平
- 藤本由紀夫